# Analýza stabilních izotopů uhlíku a dusíku
Analýza stabilních izotopů uhlíku a dusíku je metoda používaná v archeologii pro získání informací o výživě jedinců. Využívá vlastnosti izotopů v archeologických nálezech lidských kosterních pozůstatků, tedy analyzuje různé formy určitého prvku, které se od sebe navzájem liší počtem neutronů v jádře atomu. Tento jev má za následek rozdílnou atomovou hmotnost.

## Použití
Při rekonstrukci výživy minulých populací pomocí analýzy izotopů se používají hlavně poměry stabilních izotopů dusíku (15N/14N) a uhlíku (13C/12C) ve vzorcích kolagenu kostní tkáně. Tím lze odhalit pozici jedince v potravinovém řetězci na základě zvyšující se hodnoty izotopů na každé úrovni řetězce. V případě lidského jedince je možné zjistit míru zastoupení živočišné složky v potravě. Pomocí izotopů se dále dá zjistit význam konzumace rostlin s charakteristickou fotosyntetickou dráhou, jako např. kukuřice a proso. Mořští i sladkovodní živočichové mají také specifické hodnoty. Díky izotopové analýze lze sledovat vliv změn životního stylu na druhy potravy již od existence lidské populace.
Kvalita získaných informací závisí na zachování struktury organické nebo minerální složky kostního tkaniva. Kromě kostí se však informace o výživě dají získat i ze zubní tkaniny. Z průběhu formování zubu lze díky izotopům získat údaje o změnách stravy v období dětství a dospívání. Další možností získání údajů je izotopová analýza vlasů, které poskytují informace o výživě před smrtí, kdy délka tohoto období závisí od délky vlasů. Rychlé a nepřetržité přirůstání vlasů tak v analýze zachytí sezónní odchylky ve výživě, v závislosti na dostupnosti jednotlivých produktů. Dále dokáže analýza odhalit okolnosti úmrtí a v případě opakovaných změn potravinových zdrojů se dá zjistit roční období úmrtí.
Metoda stabilních izotopů se stále rozvíjí, což vede k přesnějším výsledkům. Probíhají pokusy s využitím izotopů například i v oblasti fyziologie.[zdroj?]